# Östra Värmlands kontrakt
Östra Värmlands kontrakt är ett kontrakt inom Karlstads stift av Svenska kyrkan. 
Kontraktskoden är 0903.

## Administrativ historik
Kontraktet bildades 1721 under namnet Visnums kontrakt och hade från 1725 och före 2001 följande omfattning
- Karlskoga församling
- Degerfors församling som 2006 uppgick i Degerfors-Nysunds församling
- Nysunds församling som 2006 uppgick i Degerfors-Nysunds församling
- Visnums församling som 2025 uppgick i Kristinehamns församling
- Visnums-Kils församling som 2025 uppgick i Kristinehamns församling
- Rudskoga församling som 2025 uppgick i Kristinehamns församling
- Kristinehamns församling
- Varnums församling som 1960 uppgick i Kristinehamns församling
- Ölme församling som 1974 tillfördes från Nyeds kontrakt och  som 2025 uppgick i Kristinehamns församling
- Bjurtjärns församling som 1962 överfördes till Nyeds kontrakt

2001 tillfördes från då upphörda Nyeds kontrakt och samtidigt namnändrades kontraktet till Östra Värmlands kontrakt
- Filipstads församling
- Brattfors församling som 2010 uppgick i Filipstads församling
- Nordmarks församling som 2010 uppgick i Filipstads församling
- Rämmens församling som 2010 uppgick i Filipstads församling
- Gåsborns församling som 2010 uppgick i Filipstads församling
- Kroppa församling som 2010 uppgick i Filipstads församling
- Storfors församling
- Lungsunds församling som 2010 uppgick i Storfors församling
- Bjurtjärns församling som 2010 uppgick i Storfors församling